# Arboretum de l'Ile de la Ronde
El Arboreto de la Isla de la Ronde (en francés: Arboretum de l'Ile de la Ronde) es un arboreto de 6 hectáreas de extensión, de administración municipal en Saint-Pourçain-sur-Sioule, Francia. 

## Localización
Se ubica junto al río Sioule el cual se une al río Allier poco más abajo. El arboreto está en un parque de la ciudad en la « Ile de la Rond » (Isla de la Ronde).
Arboretum de l'Ile de la Ronde Saint-Pourçain-sur-Sioule Département de Allier, Auvergne, France-Francia
Planos y vistas satelitales, 46°18′30″N 3°17′24″E / 46.30833, 3.29000
Se encuentra abierto a diario durante todo el año y la entrada es libre.

## Historia
Esta es una zona vitivinícola, y la presencia de la viña es muy antigua. 
Desde la Edad Media, los vinos de Saint-Pourçain eran muy famosos desde que se sirvieron en las mesas de San Luis rey de Francia, y el Papa en su palacio en Aviñón. 
El viñedo alcanzó su pico de producción a finales del siglo XVIII, luego disminuyó lentamente hasta 1892, cuando las vides fueron destruidas por la filoxera. 
Los esfuerzos de reconstrucción han permitido a los viñedos para recuperar un área de aproximadamente 600 hectáreas de 19 municipios de la región.
Los vinos de saint-pourçain han obtenido la etiqueta "AOC" por la comisión INAO en mayo de  2009 por sus vinos rojos, rosados y blancos.

## Colecciones
El arboreto contiene actualmente numerosos taxones de árboles, arbustos y plantas ornamentales incluyendo :
Acer palmatum, cipreses, Fagus, Carya, Liquidambar, tulíperos, Quercus y Sassafras, además de azalea, camellia, davidia, magnolia, rhododendron, viburnum, hydrangea, Cornus, y rosas. 
Todo ello entre unos senderos de paseo.